# Joséphine Martin
Joséphine Augustine Martin, née le 15 juin 1822 à Lyon et morte le 27 juillet 1902 à Paris (7e arrondissement), est une pianiste et compositrice française, active à Paris au milieu du XIXe siècle.

## Biographie
Originaire de Lyon, elle monte à Paris dès l'âge de 11 ans pour étudier le piano. Élève de Zimmerman au Conservatoire de Paris, elle y est déjà remarquée en 1836.
« Elle avait eu son heure d'éclat, sous le Second Empire − pianiste de l'Impératrice, amie de Rossini, ayant connu Chopin. »
Elle donne alors de fréquents concerts à Paris :
« Mlle Joséphine Martin est une pianiste de premier ordre : son jeu réunit tout à la fois la délicatesse et la force, l'éclat et le sentiment
 »
« Mlle Joséphine Martin [...]  est une pianiste française dans la bonne acception du terme. Son jeu brillant, facile, alerte, plein d’étincelles et d’esprit, ne s’en fait pas accroire, comme on dit, et va droit au but. Au concert qu’elle a donné cette année dans la salle Herz, Mlle Joséphine Martin a exécuté avec éclat le concerto de Beethoven en mi bémol, et plusieurs morceaux de sa composition, dont une Danse syriaque, avec orchestre, qui est une fantaisie piquante. Mlle Joséphine Martin possède ce qui est si rare : le diable au corps. »
Joséphine Martin enseigna le piano, notamment à Raoul Pugno et à Romain Rolland.